# Elecciones generales de Malta de 1889
Entre el 24 y el 25 de septiembre de 1889 se celebraron en Malta elecciones generales.

## Antecedentes
Las elecciones se realizaron bajo la constitución de Knutsford.

## Sistema electoral
De los 14 miembros del Consejo de Gobierno, diez serían elegidos por medio de circunscripciones uninomiales y cuatro representarían a la nobleza y terratenientes, graduados, clérigos y a la Cámara de Comercio.
| Circunscripción        | Localidades                         |
| ---------------------- | ----------------------------------- |
| I                      | La Valeta este                      |
| II                     | La Valeta oeste, Sliema, San Julián |
| III                    | Floriana, Pietà, Ħamrun, Msida      |
| IV                     | Bormla, Żabbar                      |
| V                      | Birgu, Senglea                      |
| VI                     | Mdina                               |
| VII                    | Birkirkara                          |
| VIII                   | Qormi                               |
| IX                     | Żejtun                              |
| X                      | Gozo                                |
| Fuente: Schiavone, p13 |                                     |

## Resultados
9.777 personas tenían derecho a voto, de las que 3.383 votaron, dando una participación del 35%. Sigismondo Savona ganó en las circunscripciones I y II; resultando en la repetición de elecciones en noviembre en la circunscripción II, donde Saverio DePirlo fue elegido.
| Miembros generales electos  | Miembros generales electos | Miembros generales electos | Miembros generales electos                 |
| Circunscripción             | Nombre                     | Votos                      | Notas                                      |
| --------------------------- | -------------------------- | -------------------------- | ------------------------------------------ |
| I                           | Sigismondo Savona          | 399                        |                                            |
| II                          | Sigismondo Savona          | 285                        | Repetición de elecciones en noviembre      |
| III                         | Alfredo Naudi              | 71                         |                                            |
| IV                          | Salvatore Grech            | 227                        |                                            |
| V                           | Evaristo Castaldi          | 210                        |                                            |
| VI                          | Dun Paolo Xuereb           | –                          | Sin oposición                              |
| VII                         | Antonio Lanzon             | 301                        | Reelegido                                  |
| VIII                        | Guzè Muscat Azzopardi      | –                          | Sin oposición                              |
| IX                          | Salvatore Cachia Zammit    | 163                        |                                            |
| X                           | Maria Mizzi                | 287                        |                                            |
| Miembros especiales electos |                            |                            |                                            |
| Escaño                      | Nombre                     | Votos                      | Notas                                      |
| Nobleza y terratenientes    | Ugo Testaferrata Abela     | 129                        |                                            |
| Graduados                   | Alles. Chapelle            | 123                        | Elegido anteriormente como miembro general |
| Clérigos                    | Paolo Cachia               | –                          | Reelegido sin oposición                    |
| Cámara de Comercio          | Luigi Pace Balzan          | 138                        |                                            |
| Fuente: Schiavone, p178     |                            |                            |                                            |